# Stephen McKinley Henderson
Stephen McKinley Henderson (Kansas City, 31 agosto 1949) è un attore statunitense. È attivo principalmente in campo teatrale, dove è noto soprattutto come interprete veterano dell'opera del drammaturgo August Wilson. Tra queste, la sua interpretazione di Jim Bono nel dramma Premio Pulitzer Fences gli è valsa una candidatura al Tony Award al miglior attore non protagonista in un'opera teatrale nel 2010.

## Biografia
Nato nel 1949 a Kansas City, in Missouri, McKinley Henderson viene cresciuto da una famiglia adottiva, dato che la madre doveva prendersi cura di suo fratello maggiore, divenuto sordo, e il padre era costretto in ospedale a causa delle gravi ferite riportate nella Guerra di Corea. Si appassiona alla recitazione nei suoi anni alle superiori per soli neri Charles Sumner, dove recita in produzioni scolastiche di The Most Happy Fella di Frank Loesser e, nel 1966, di Morte di un commesso viaggiatore di Arthur Miller.
Frequenta poi la Lincoln University di Jefferson City, dove ha le sue prime esperienze col metodo Stanislavskij e recita, tra le altre, in una rappresentazione di A Raisin in the Sun di Lorraine Hansberry al Missouri Repertory Theatre. Quest'ultima interpretazione gli vale un'ammissione alla Juilliard School di New York, dove fa parte del suo Gruppo 1 assieme a Kevin Kline, Patti LuPone e David Ogden Stiers.

### Carriera
Dal 1976 al 1982, McKinley Henderson porta sul palco le Tre sorelle di Čechov, Lo stratagemma dei bellimbusti di Farquhar, Il discepolo del diavolo di George Bernard Shaw, Arriva l'uomo del ghiaccio di O'Neill, Macbeth di Shakespeare e Il servitore di due padroni di Goldoni come parte del Black Repertory Theatre di Saint Louis. A New York, interpreta Emmett nel revival di Zooman and the Sign al Second Stage Theatre e Bobo in quello di A Raisin in the Sun del 1985. Tra gli altri ruoli negli anni ottanta e novanta figurano quelli di Azdak ne Il cerchio di gesso del Caucaso, Creonte in Antigone, Falstaff ne Le allegre comari di Windsor, di Sizwe in Sizwe Bansi is Dead e di Winston in The Island, entrambi di Athol Fugard.
Il suo primo incontro col drammaturgo August Wilson avviene a Pittsburgh negli anni novanta. McKinley finirà per recitare in tutte le opere del cosiddetto Century Cycle di Wilson a partire da Jitney, con l'eccezione delle conclusive Gem of the Ocean e Radio Golf. Tra le 16 rappresentazioni di opere del drammaturgo in cui ha recitato figurano le sue interpretazioni di Turnbo in Jitney, considerata «la sua parte per eccellenza», di Jim Bono e del protagonista Troy Maxson in Fences, di Stool Pigeon in King Hedley II e Slow Drag in Ma Rainey's Black Bottom, questi ultimi due il suo debutto a Broadway. Nel 2005 interpreta Ponzio Pilato nell'opera di Stephen Adly Guirgis The Last Days of Judas Iscariot, rappresentata Off-Broadway per la regia di Philip Seymour Hoffman. Nel 2010 riprende il ruolo di Jim nel revival di Broadway di Fences, al fianco di Denzel Washington e Viola Davis. Lo spettacolo ha molto successo e vale all'attore la sua prima candidatura ai Tony Award come miglior attore non protagonista, spingendo il suo regista Kenny Leon a definirlo «uno degli attori più sottovalutati d'America».
A partire dal 2011 intensifica le sue apparizioni da caratterista cinematografico, recitando in ruoli minori in Tower Heist - Colpo ad alto livello, Molto forte, incredibilmente vicino e Lincoln di Steven Spielberg, oltre che nella prima stagione della serie televisiva The Newsroom. Nel 2012 Spike Lee lo vuole come prete nel suo Red Hook Summer, a cui fa seguire l'horror Il sangue di Cristo (2014). Sempre nel 2014, recita nel revival di Broadway di A Raisin in the Sun.
Lo stesso anno torna a collaborare a teatro con Adly Guirgis, che scrive appositamente per lui il dramma Between Riverside and Crazy, di cui è protagonista assoluto. Rappresentata dal 2014 e 2015 per la regia di Austin Pendleton, l'opera gli vale un Obie Award e una candidatura ai Drama Desk Award, Outer Critics Circle Award e Drama League Award per la sua interpretazione di un poliziotto in pensione. Nel 2016 recita nel film di Kenneth Lonergan Manchester by the Sea e riprende il proprio ruolo assieme a Washington e alla Davis nell'adattamento cinematografico di Fences, per il quale ottiene una candidatura agli Screen Actors Guild Award. L'anno seguente ha un ruolo secondario nel film di Greta Gerwig Lady Bird, ottenendo un'altra candidatura ai SAG.
Ha insegnato per trent'anni recitazione all'Università di Buffalo.

## Teatro

### Attore
- Sizwe Banzi Is Dead di Athol Fugard, John Kani e Winston Ntshona, regia di Jim O'Connor. St. Louis Black Repertory Theater di St. Louis (1979)
- The Island di Athol Fugard, John Kani e Winston Ntshona, regia di Jim O'Connor. St. Louis Repertory Theater di St. Louis (1979)
- The Island di Athol Fugard, John Kani e Winston Ntshona, regia di Jim O'Connor. Dublin Theater Festival, Edmund Burke Hall di Dublino (1981)
- Uomini e topi di John Steinbeck, regia di Geoffrey Sherman. Studio Arena di Buffalo (1982)
- The Island di Athol Fugard, John Kani e Winston Ntshona, regia di Jim O'Connor. Wisdom Bridge Theatre di Chicago (1982)
- The Island di Athol Fugard, John Kani e Winston Ntshona, regia di Jim O'Connor. Great Lakes Shakespeare Festival di Cleveland (1983)
- A Raisin in the Sun di Lorraine Hansberry, regia di Harold Scott. Studio Arena di Buffalo (1983)
- A Raisin in the Sun di Lorraine Hansberry, regia di Harold Scott. St. Louis Repertory Theater di St. Louis (1984)
- A Raisin in the Sun di Lorraine Hansberry, regia di Harold Scott. Union Square Theatre di New York (1985)
- Master Harold... and the Boys di Athol Fugard, regia di Kathryn Long. Studio Arena di Buffalo (1985)
- Figli di un dio minore di Mark Medoff, regia di Kathryn Long. Studio Arena di Buffalo (1986)
- A Raisin in the Sun di Lorraine Hansberry, regia di Harold Scott. Kennedy Center di Washington (1986)
- A Raisin in the Sun di Lorraine Hansberry, regia di Harold Scott. Wilshire Theatre di Los Angeles (1987)
- Ogni bravo ragazzo merita un favore di Tom Stoppard, regia di Saul Elkin. Pfeifer Theatre di Buffalo (1988)
- West Memphis Mojo di Martin Jones, regia di Edward G. Smith. Studio Arena di Buffalo (1988)
- The Boys Next Door di Tom Griffin, regia di Carl Schurr. Totem Pole Playhouse di Gettysburg (1989)
- Antigone di Sofocle, regia di Saul Elkin. Pfeifer Theatre di Buffalo (1989)
- Joe Turner's Come and Gone di August Wilson, regia di Edward G. Smith. Studio Arena di Buffalo (1989)
- Fences di August Wilson, regia di Israel Hicks. Denver Center Theatre Company di Denver (1990)
- Il cerchio di gesso del Caucaso di Bertolt Brecht, regia di Kathryn Long. Studio Arena di Buffalo (1991)
- Fences di August Wilson, regia di Edward G. Smith. Studio Arena di Buffalo (1992)
- My Children! My Africa! di Athol Fugard, regia di Seret Scott. Studio Arena di Buffalo (1993)
- What Use Are Flowers? di Lorraine Hansberry, regia di Harold Scott. National Black Arts Festival di Atlanta (1994)
- The Piano Lesson di e regia di August Wilson. Rutgers University di New Brunswick (1994)
- Zooman and the Sign di Charles Fuller, regia di Seret Scott. McGinn-Cazale Theatre di New York (1994-1995)
- Ma Rainey's Black Bottom di August Wilson, regia di Claude Purdy. Studio Arena di Buffalo (1995)
- Uomini e topi di John Steinbeck, regia di Susan Kerner. George Street Playhouse di New Brunswick (1995)
- A Lesson from Aloes di Athol Fugard, regia di Seret Scott. Studio Arena di Buffalo (1995)
- Jitney di August Wilson, regia di Marion McClinton. Pittsburgh Public Theater di Pittsburgh (1996)
- Seven Guitars di August Wilson, regia di Israel Hicks. Denver Center Theatre Company di Denver (1997)
- Jitney di August Wilson, regia di Walter Dallas. Crossroads Theatre Company di New Brunswick (1997)
- Jitney di August Wilson, regia di Walter Dallas. National Black Theatre Festival di Winston-Salem (1997)
- Jitney di August Wilson, regia di Walter Dallas. New Jersey Performing Arts Center di Newark (1997)
- Jitney di August Wilson, regia di Walter Dallas. Freedom Theatre di Filadelfia (1998)
- Jitney di August Wilson, regia di Marion McClinton. League of Resident Theatres (1998-1999)
- Jitney di August Wilson, regia di Marion McClinton. Second Stage Theatre di New York (2000)
- Jitney di August Wilson, regia di Marion McClinton. Union Square Theatre di New York (2000-2001)
- Heaven Can Wait: Comedy-fantasy in Three Acts di Harry Segall, regia di Joe Grifasi. Westport Country Playhouse di Westport (2001)
- King Hedley II di August Wilson, regia di Marion McClinton. Virginia Theatre di New York (2001)
- Jitney di August Wilson, regia di Marion McClinton. Lyttelton Theatre di Londra (2002)
- Ma Rainey's Black Bottom di August Wilson, regia di Marion McClinton. Royal Theatre di New York (2003)
- Drowning Cow di Regina Taylor, da Il gabbiano di Anton Čechov, regia di Marion McClinton. Biltmore Theatre di New York (2004)
- Dracula il Musical di Frank Wildhorn (musiche) e Don Black e Christopher Hampton (libretto), regia di Des McAnuff. Belasco Theatre di New York (2004-2005)
- The Last Days of Judas Iscariot di Stephen Adly Guirgis, regia di Philip Seymour Hoffman. Joseph Papp Public Theater/Martinson Hall Theater di New York (2005)
- Seven Guitars di August Wilson, regia di Ruben Santiago-Hudson. Peter Norton Space di New York (2006)
- King Hedley II di August Wilson, regia di Derrick Sanders. Peter Norton Space di New York (2007)
- Morte di un commesso viaggiatore di Arthur Miller, regia di James Bundy. Yale Repertory Theatre di New Haven (2009)
- Fences di August Wilson, regia di Kenny Leon. Cort Theatre di New York (2010)
- A Raisin in the Sun di Lorraine Hansberry, regia di Kenny Leon. Ethel Barrymore Theatre di New York (2014)
- Between Riverside and Crazy di Stephen Adly Guirgis, regia di Austin Pendleton. Atlantic Theater Company (2014-2015)
- A Doll's House, Part 2 di Lucas Hnath, regia di Sam Gold. John Golden Theatre di New York (2017)

### Regista
- The Meeting di Jeff Stetson. Black Repertory Theater di St. Louis (1990)
- Ali! di Geoffrey C. Ewing e Graydon Royce. John Houseman Studio di New York (1992-1993)
- Ali! di Geoffrey C. Ewing e Graydon Royce. Mermaid Theater di Londra (1993)
- The Meeting di Jeff Stetson. Black Repertory Theater di St. Louis (1993)
- The Meeting di Jeff Stetson. Kennedy Center di Washington (1994)
- Ali! di Geoffrey C. Ewing e Graydon Royce. National Black Arts Festival di Atlanta (1994)
- Oleanna di David Mamet. Kavinoky Theatre di Buffalo (1995)
- The Ninth Wave di Leslie Lee. Black Repertory Theater di St. Louis (1996)
- Ali! di Geoffrey C. Ewing e Graydon Royce. Olympic Arts Festival di Atlanta (1996)
- Zooman and the Sign di Charles Fuller. Peter Norton Space di New York (2009)

## Filmografia

### Cinema
- Una donna, una storia vera (Marie), regia di Roger Donaldson (1985)
- Everyday People, regia di Jim McKay (2004)
- Due madri per una figlia (Keane), regia di Lodge Kerrigan (2004)
- If You Could Say It in Words, regia di Nicholas Grey (2008)
- The Good Heart - Carissimi nemici (The Good Heart), regia di Dagur Kári (2009)
- Tower Heist - Colpo ad alto livello (Tower Heist), regia di Brett Ratner (2011)
- Molto forte, incredibilmente vicino (Extremely Loud & Incredibly Close), regia di Stephen Daldry (2012)
- Red Hook Summer, regia di Spike Lee (2012)
- Lincoln, regia di Steven Spielberg (2012)
- Il sangue di Cristo (Da Sweet Blood of Jesus), regia di Spike Lee (2014)
- Manchester by the Sea, regia di Kenneth Lonergan (2016)
- Barriere (Fences), regia di Denzel Washington (2016)
- Lady Bird, regia di Greta Gerwig (2017)
- Native Son, regia di Rashid Johnson (2019)
- The True Adventures of Wolfboy, regia di Martin Krejcí (2019)
- Dune, regia di Denis Villeneuve (2021)
- Causeway, regia di Lila Neugebauer (2022)
- Beau ha paura (Beau Is Afraid), regia di Ari Aster (2023)
- Civil War, regia di Alex Garland (2024)

### Televisione
- American Playhouse – serie TV, episodio 8x01 (1989)
- Law & Order - I due volti della giustizia (Law & Order) – serie TV, 7 episodi (1995-2010)
- New York News – serie TV, episodio 1x02 (1995)
- Squadra emergenza (Third Watch) – serie TV, episodio 2x08 (2000)
- Law & Order: Criminal Intent – serie TV, episodio 1x04 (2001)
- Law & Order - Unità vittime speciali (Law & Order: Special Victims Unit) – serie TV, episodi 7x11-8x02 (2005-2006)
- Conviction – serie TV, episodi 1x12-1x13 (2006)
- New Amsterdam – serie TV, 8 episodi (2008)
- Brotherhood - Legami di sangue (Brotherhood) – serie TV, episodi 3x02-3x03 (2008)
- Blue Bloods – serie TV, episodio 2x17 (2012)
- The Newsroom – serie TV, episodi 1x07-1x08-1x10 (2012)
- Elementary – serie TV, episodio 1x07 (2012)
- The Resident – serie TV, episodio 1x07 (2018)
- The Blacklist – serie TV, episodio 5x20 (2018)
- Fear the Walking Dead – serie TV, episodio 4x13 (2018)
- Proven Innocent – serie TV, episodio 1x09 (2019)
- Wu-Tang: An American Saga - Serie TV, 4 episodi (2019-2021)
- Devs – miniserie TV, 8 puntate (2020)
- Run - Fuga d'amore (Run) – serie TV, episodio 1x01 (2020)
- The Madness – serie TV, 8 episodi (2024)

## Riconoscimenti
- Tony Award
  - 2010 – Candidatura al miglior attore non protagonista in un'opera teatrale per Fences
  - 2023 – Candidatura al miglior attore protagonista in un'opera teatrale per Between Riverside and Crazy
- Drama Desk Award
  - 2000 – Miglior cast d'insieme per Jitney
  - 2015 – Candidatura per il miglior attore in un'opera teatrale per Between Riverside and Crazy
- Drama League Award
  - 2015 – Candidatura per il miglior attore in un'opera teatrale per Between Riverside and Crazy
- Obie Award
  - 2015 – Miglior interpretazione per Between Riverside and Crazy
- Outer Critics Circle Award
  - 2015 – Candidatura per il miglior attore in un'opera teatrale per Between Riverside and Crazy
- Screen Actors Guild Award
  - 2017 – Candidatura al miglior cast cinematografico per Barriere
  - 2018 – Candidatura al miglior cast cinematografico per Lady Bird

## Doppiatori italiani
Nelle versioni in italiano delle opere in cui ha recitato, Stephen McKinley Henderson è stato doppiato da:
- Bruno Alessandro in Manchester By the Sea, Lady Bird, Wu-Tang: An American Saga
- Fabrizio Temperini in Law & Order - I due volti della giustizia (ep. 13x06)
- Giorgio Favretto in Law & Order - Unità vittime speciali (ep. 7x11)
- Francesco Orlando in Law & Order: Criminal Intent
- Mario Zucca in Brotherhood - Legami di sangue
- Wladimiro Grana in The Good Heart - Carissimi nemici
- Paolo Lombardi in Blue Bloods
- Angelo Nicotra in Tower Heist - Colpo ad alto livello
- Domenico Crescentini in Lincoln
- Ugo Maria Morosi in Elementary
- Franco Zucca in Barriere
- Ennio Coltorti in Dune
- Edoardo Siravo in Causeway
- Pietro Ubaldi in Beau ha paura
- Paolo Marchese in Civil War
- Giovanni Caravaglio in A Man on the Inside
- Carlo Valli in The Madness